# بن كوبر
بن كوبر (بالإنجليزية: Ben Cooper)‏ مواليد 30 سبتمبر 1933 في هارتفورد، الولايات المتحدة، هو ممثل أمريكي بدأ مسيرته الفنية سنة 1949. امتدت مسيرته الفنية لأكثر من 46 عاما. درس في جامعة كولومبيا.

## الأعمال
- جوني غيتار
- وشم الورد

## روابط خارجية
- بن كوبر على موقع IMDb (الإنجليزية)
- بن كوبر على موقع روتن توميتوز (الإنجليزية)
- بن كوبر على موقع ألو سيني (الفرنسية)
- بن كوبر على موقع أول موفي (الإنجليزية)
- بن كوبر على موقع قاعدة بيانات برودواي على الإنترنت (الإنجليزية)
- بن كوبر على موقع قاعدة بيانات الأفلام السويدية (السويدية)
- بن كوبر على موقع إن إن دي بي (الإنجليزية)
- بن كوبر على موقع قاعدة بيانات الفيلم (الإنجليزية)
- بن كوبر على موقع كينوبويسك (الروسية)